# Apa Nova București

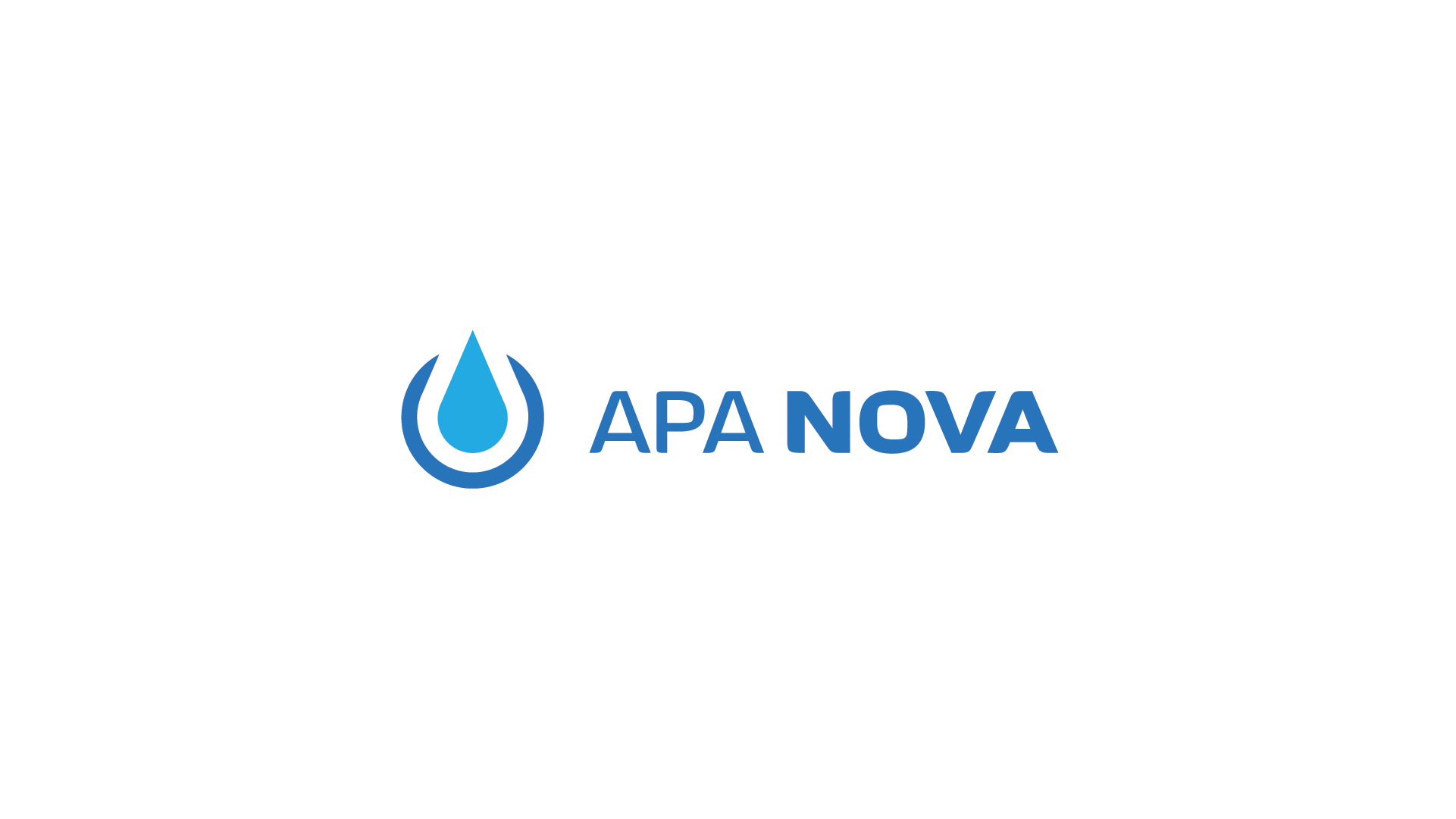

Apa Nova București (societate care face parte din Grupul Veolia) are ca principal obiect de activitate gestiunea serviciilor de alimentare cu apă și de canalizare pe teritoriul Municipiului București, fiind concesionarul serviciilor publice de alimentare cu apă și de canalizare din Municipiul București pe o perioadă de 25 de ani, începând cu anul 2000.
S.C. Apa Nova București S.A. este o societate comercială pe acțiuni, înființată conform legii 31/1990, având numărul de înmatriculare J40/9006/1999 și codul unic 12276949. Sediul societății este în strada Tunari nr. 60A, clădirea Ștefan cel Mare, etajele 6-9, sector 2, București.
Apa Nova este controlată de grupul francez Veolia Water, divizia în domeniul apei a grupului Veolia Environnement și de municipalitatea București. Veolia este cel mai mare distribuitor de apă din lume listat la bursă, și a înregistrat în 2006 vânzari de 28,62 miliarde de euro. Același grup, Veolia Water, controlează și compania de utilități Apa Nova Ploiești.
Compania Apa Nova deține, din anul 2000, concesiunea asupra sistemului de distribuție a apei și de canalizare din București, pentru 25 de ani. Compania operează o rețea de conducte de apă și de canalizare de aproximativ 5.000 kilometri.
Apa Nova în cifre (2014):
- populație deservită: circa 2.000.000;
- 2154 angajați;
- 184.000.000 m3 de apă potabilă produsă;
- 127.540.000 m3 apă potabilă facturată;
- 16.110.000 m3 apă industrială facturată;
- 176.780.000 m3 apă facturată pentru serviciul de canalizare;
- 256.840.000 m3 apă epurată.

Acționarii societății Apa Nova București sunt (procentual): Municipiul București cu 16,31% din capitalul societății, Veolia Eau-Compagnie Générale Des Eaux cu 73,69%, salariații societății (prin Asociația ESOP) cu 10%.